# 馬達加斯加擬雀鯛
馬達加斯加擬雀鯛，為鱸形目鱸亞目擬雀鯛科的其中一種，為熱帶海水魚，分布於西印度洋馬達加斯加海域，本魚體延長而側扁，背鰭硬棘3枚；背鰭軟條26-27枚；臀鰭硬棘3枚；臀鰭軟條16-17枚，體長可達5.2公分，棲息在珊瑚礁或礁石區，生活習性不明。

## 擴展閱讀
維基物種上的相關：馬達加斯加擬雀鯛